# SV Victory Boys
El SV Victory Boys es un club de fútbol de Curazao ubicado en Willemstad. Fue fundado en 1952 y actualmente juega en la Primera División De la Liga de Curazao.

## Palmarés
- Segunda División Liga de Curazao: 2

1976, 1985